# Océane Sercien-Ugolin
Océane Sercien-Ugolin (Cherbourg-Octeville, 1997. december 19. –) olimpiai és világbajnok francia válogatott kézilabdázó, jobbátlövő, jelenleg a magyar élvonalbeli Debreceni VSC játékosa.

## Pályafutása
Océane Sercien-Ugolin Cherbourg-Octeville-ben született, másfél évesen költözött családjával Párizs egyik elővárosába, Fontenay-aux-Roses-ba, ahol később kézilabdázni kezdett. Profi szerződést először 2016-ban a Paris 92-vel kötött. 2017-ben a Francia kupa döntőjébe jutott csapatával. Bajnokságban a párizsi csapat rend szerint dobogós helyen végzett, így nemzetközi kupákban is szerepelhetett. 2020-ban igazolt a szlovén bajnok, Bajnokok Ligája résztvevő RK Krim csapatához. Rögtön első szezonjában csapata második leggólerősebb játékosa volt, 65 találatot szerzett a BL-ben. 2022-ben igazolt a Bajnokok Ligája címvédőjéhez, a Vipers Kristiansand csapatához, amellyel első ottani évében BL-győztes lett. 2023 novemberében bejelentették, hogy 2024 nyarától a Debreceni VSC játékosa lesz.
A francia utánpótlás válogatottakkal minden korosztályban részt vett világversenyen. A felnőtt válogatottban 2019 szeptemberében mutatkozhatott be egy Izland elleni mérkőzésen. Bekerült a decemberi világbajnokságra utazó keretbe is. A 2021-re halasztott tokiói olimpiára tartalék játékosnak nevezték, majd a második fordulót követően lesérült Alexandra Lacrabère helyére került be a csapatba.

## Sikerei
- Olimpiai bajnok: 2020
- Bajnokok Ligája győztes: 2023
- Francia kupa döntős: 2017
- Szlovén bajnok: 2021, 2022
- Norvég bajnok: 2023